# Terre, Attention, Danger
 (janvier 2017).
Si vous disposez d'ouvrages ou d'articles de référence ou si vous connaissez des sites web de qualité traitant du thème abordé ici, merci de compléter l'article en donnant les références utiles à sa vérifiabilité et en les liant à la section « Notes et références ».
Terre, Attention, Danger est une émission télévisée conçue, écrite, et animée par le vétérinaire Michel Klein de janvier 1991 à juin 1995. Diffusée sur TF1 tous les dimanches matins, elle était coanimée par Dorothée.

## Historique
Cette émission permettait de sensibiliser les jeunes téléspectateurs à la défense de l'environnement et à la protection d'animaux en voie de disparition.
Précurseur et avant-gardiste, ce magazine animalier était destiné à une prise de conscience sur les catastrophes écologiques à venir.

Chaque dimanche matin, Dorothée et le Docteur Klein recevaient sur leur plateau, un animal différent (serpent, singe, crocodile, lion, ours, tigre, araignée, loup, chien, chat, iguane, oiseaux, insectes, etc.) et présentaient leurs caractéristiques au jeune public.
Une émission éducative et divertissante qui rencontrera un gros succès d'audience pendant 5 ans et qui devait, en 1996, se transformer en une autre émission intitulée Les Rangers du Club Dorothée. Un programme qui n'a, finalement, pas vu le jour.
Cette émission était un dérivé de la fameuse « Séquence animaux » présentée par Michel Klein aux côtés de Dorothée chaque mercredi matin pendant 10 ans, dans le Club Dorothée entre 1987 et 1997.

## Production
- Année de production : 1991 -  1995 (5 saisons)
- Producteurs : AB Productions et TF1
- Proposé et présenté par : Michel Klein et Dorothée
- Réalisation : Pat Le Guen / Georges Barrier